# I. Osin örmény király
I. Osin (1282 – Kis-Örményország (Kilikia), 1320. július 20.), örményül: Օշին Ա, franciául: Ochine I d'Arménie,  örmény király. I. Izabella örmény királynő és I. Hetum örmény király unokája. Szaven-Pahlavuni Izabella ciprusi régensné és Szaven-Pahlavuni Mária bizánci császárné, valamint II. Hetum, I. Torosz, IV. Szempad és I. Konstantin örmény királyok öccse. Az örmény királyi ház, a Szaven-Pahlavuni-dinasztia hetumida ágának a tagja.

## Élete
II. Leó örmény királynak, I. Izabella és I. Hetum örmény királyok fiának, valamint Küra Anna lamproni úrnőnek a fia. 
1307. november 7-én a mongol–örmény szövetség és jó barátság ellenére III. Leót, az ifjú uralkodót, vele együtt régens nagybátyját, II. Hetumot, valamint kíséretüket Anazaréban meggyilkoltatta Bilarghu mongol tábornok. Leó királyt egy íjhúrral fojtották meg. Később azonban a mongolok megbosszulták III. Leó halálát és Öldzsejtü perzsa ilhán parancsára kivégezték a tábornokot.
1308-ban III. Leó ifjabb nagybátyja, a rangidős herceg, Osin Örményország királyává kiáltotta ki magát, és átvette a hatalmat az országban.
Első felesége, Izabella korikoszi úrnőnek a halála (1310) után, aki a történetíró Korikoszi Hetumnak (–1314/18) és Ibelin Izabellának (–1306 után) az egyetlen lánya volt. Anyósa, Ibelin Izabella az Ibelin család ún. udvarmesteri ágából származott. Korikoszi Izabella királyné két gyermeket szült, és második gyermekének a szülésébe halt bele. Ez utóbbi gyermeke nem sokáig maradt életben, de elsőszülöttje, Leó túlélte anyját és IV. Leó néven király lett, akinek a nevében a régensséget Izabella királyné öccse, Korikoszi Osin vette át 1320-ban.
1316 februárjában másodszor is megnősült, és feleségül vette Anjou Johanna tarantói hercegnőt, I. (Anjou) Fülöp (1278 körül–1332) tarantói hercegnek, második házassága révén címzetes konstantinápolyi latin császárnak, II. Károly nápolyi király és Árpád-házi Mária magyar királyi hercegnő (V. István magyar király lánya) negyedszülött fiának és Angelina Tamar (Katalin) epiroszi úrnőnek (deszpina), I. Nikeforosz Angelosznak epiroszi despota lányának a lányát, aki Károly Róbert magyar királynak az elsőfokú unokatestvére is volt. Tarantói Johanna a házasságkötése után felvette az Irén nevet. A házasságból újabb két gyermek született, de mindkettő kiskorában meghalt. I. Osin király meggyilkolása után a mostohafia, a kiskorú IV. Leó nevében régensként uralkodó Korikoszi Osin erőszakkal feleségül vette, és ebből a házasságból két lánya született. A második lánya szülésébe halt bele.

## Gyermekei
- 1. feleségétől, Izabella (–1310) korikoszi úrnőtől, 2 gyermek:
  - Leó (1308/09–1341), IV. Leó néven örmény király, 1. felesége Aliz (–1329) korikoszi úrnő, Osin örményországi régens lánya, 1 fiú, 2. felesége Aragóniai Konstancia (1306–1344), II. Frigyes szicíliai király és Anjou Eleonóra nápolyi királyi hercegnő lánya, valamint II. Henrik ciprusi és jeruzsálemi király özvegye, nem születtek gyermekei, 1 fiú az 1. házasságából:
    - (1. házasságából): Hetum (megh. fiatalon) örmény királyi herceg és trónörökös

  - N. (gyermek) (1310. április 3. – fiatalon) örmény királyi herceg(nő)
- 2. feleségétől, Anjou Johanna (Irén) (1297–1323) tarantói hercegnőtől, 2 gyermek:
  - György (1316–1323 után) örmény királyi herceg és trónörökös, meghalt gyermekkorában
  - N. (gyermek) (1317–fiatalon) örmény királyi herceg(nő)

## Külső hivatkozások
- Foundation for Medieval Genealogy/Armenia Kings Genealogy (Hozzáférés: 2014. szeptember 29.)
- A History of Armenia by Vahan M. Kurkjian, 1958 (Hozzáférés: 2014. szeptember 29.)
- Genealogie-Mittelalter/Oissim König von Armenien (Hozzáférés: 2014. szeptember 29.)

| Előző III. Leó | Örmény király 1308 – 1320 | Következő IV. Leó |